# (3511) Цветаева
(3511) Цветаева (лат. Tsvetaeva) — типичный астероид главного пояса, открыт 14 октября 1982 года советскими астрономами Людмилой Журавлёвой и Людмилой Карачкиной в Крымской астрофизической обсерватории и 31 мая 1988 года назван в честь русской поэтессы Марины Цветаевой.

## Обнаружение и именование
(3511) Цветаева
Открыт 14 октября 1982 года в Научном Л. В. Журавлёвой и Л. Г. Карачкиной.
Назван в честь талантливой советской поэтессы Марины Ивановны Цветаевой (1892—1941).
Оригинальный текст (англ.)3511 Tsvetaeva
Discovered at Nauchnyj on 1982-10-14 by L. V. Zhuravleva and L. G. Karachkina.
Named in honor of Marina Ivanovna Tsvetaeva (1892—1941), talented Soviet poetess.
Источники: DISCOVERY.DB; M.P.C. 13176.

## Орбита

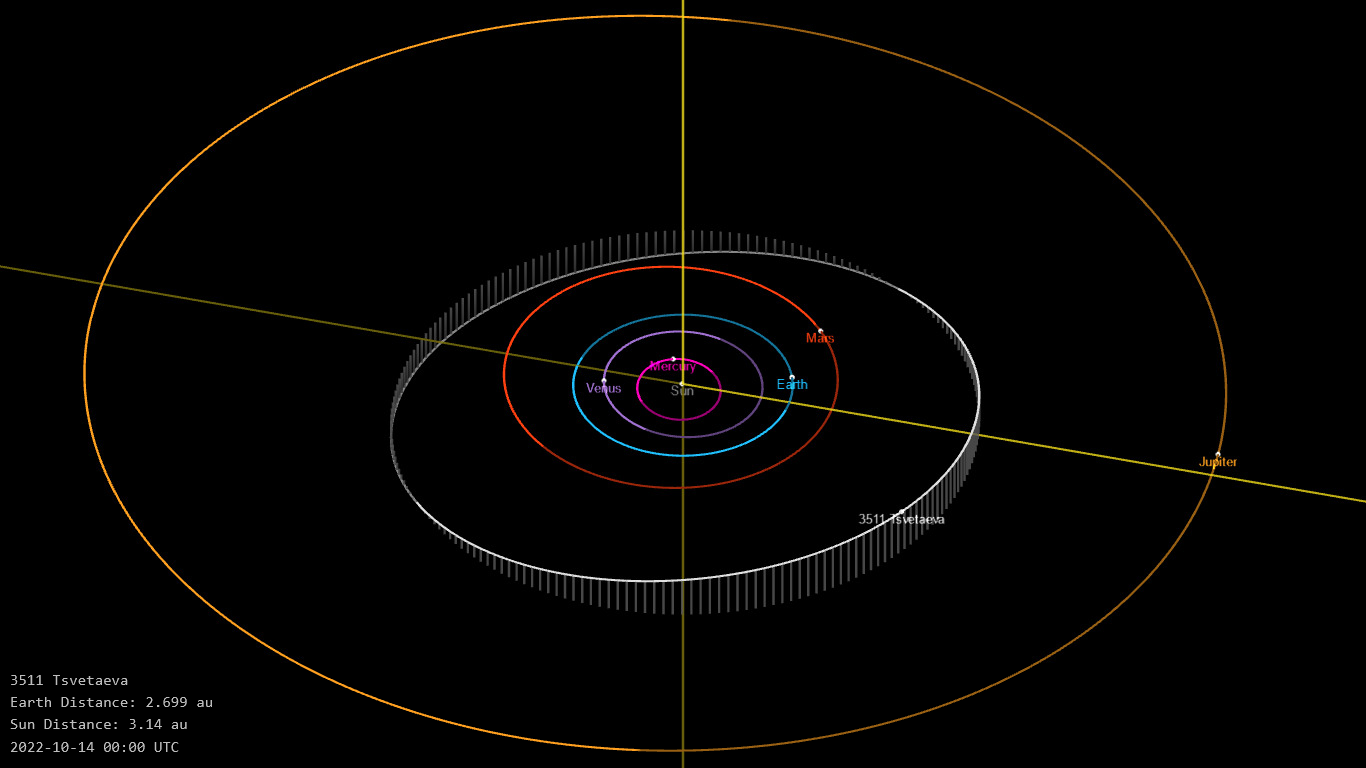
Орбита астероида Цветаева и его положение в Солнечной системе

## Физические характеристики
Из результатов второго этапа спектроскопической съёмки малых астероидов главного пояса (Small Main-belt Asteroid Spectroscopic Survey, SMASSII) и наблюдений системы телескопов панорамного обзора и быстрого реагирования Pan-STARRS следует, что астероид относится к таксономическому классу S.
По результатам наблюдений в видимом и ближнем инфракрасном диапазоне космического телескопа NEOWISE диаметр астероида оценивался равным 9,68±1,96 км. Согласно тому же источнику альбедо оценивается как 0,26±0,09.